# Google Expeditions
Google Expeditions (oft auch nur Expeditions) ist eine Software von Google, die das Ziel hat, Virtuelle Realität in Bildungsinstitutionen zu bringen. Mittels eines Android- oder IOS-Smartphones, der gleichnamigen App und eines Head-Mounted Displays wie Google Cardboard oder Daydream View lassen sich virtuelle Schulausflüge unternehmen. Lehrer, die sich für das Programm interessieren, können sich online registrieren. Die Teilnahme an dem Schulungsprogrammen ist kostenlos. Bekannte Partner sind unter anderem das American Museum of Natural History, National Geographic, WWF und das Koreanische Nationalmuseum. Das Angebot wurde aber zum 30. Juni 2021 bereits wieder eingestellt.

## Funktionsweise und Angebot

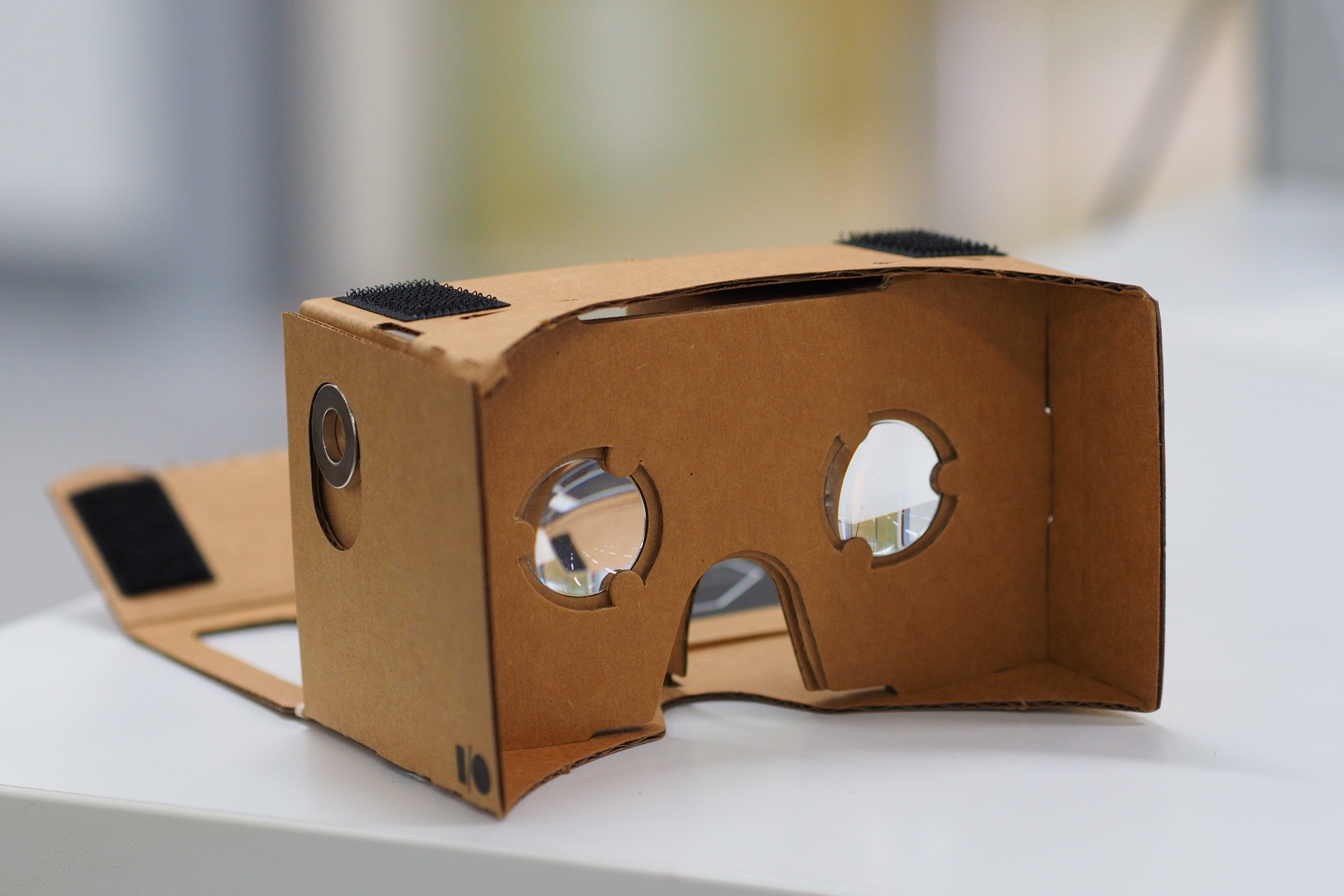
Google Cardboard

Mit der App lassen sich virtuelle Exkursionen zu z. B. Naturlandschaften, Sehenswürdigkeiten, kulturellen Einrichtungen wie Museen oder auch historische, futuristische oder weit entfernte Landschaften, wie Reisen zu Dinosauriern oder zum Mond unternehmen. Die Lernenden können sich dabei frei umschauen und bewegen. Unter dem Programm befinden sich u. a. Street-View-Aufnahmen und „AirPanos“ (aus der Luft aufgenommene Rundum-Sichten).
Jedes Schulklassenkit enthält ursprünglich 30 synchronisierte Google Cardboards mit Smartphones und einem Tablet für die Lehrkraft. Über 600 Touren stehen aktuell zur Verfügung. Mit einem Fingerwerkzeug lassen sich bestimmte Details in einer Szene markieren und man kann so die Schüler auf bestimmte Aspekte hinweisen. Der Expeditionsleiter sieht anhand von Smileys mit der jeweiligen Blickrichtung der einzelnen Teilnehmer, wo sie gerade hinschauen. Des Weiteren gibt es Empfehlungen für Diskussionsfragen und Lernaufgaben. Virtuelle Exkursionen lassen sich auch alleine ohne Lehrkraft durchführen. Im Kontext des Schulunterricht könnte man so z. B. Hausaufgaben aufgeben. Expeditionskits können käuflich erworben werden oder selbst zusammengestellt werden.

## Geschichte
Bereits als die Google Cardboard 2014 veröffentlicht wurde, wurde öfters von den Einsatz für den Bildungssektor gesprochen. Das Projekt wurde auf der Google I/O 2015 das erste Mal vorgestellt. Offiziell startete es im September 2015. Seit Mai 2016 haben bereits über eine Million Schüler an einer virtuellen Tour mit dem Expeditions-Programm teilgenommen. Im Juli 2017 eröffnete Google ein Schulungszentrum für digitale Bildung in München. Expeditions-Trainer sollen Schulen in ganz Deutschland besuchen und sollen dabei ein komplettes Expeditions-Kit mitbringen. Die Stiftung Lesen unterstützt den Einsatz von Google Expeditions an Schulen und Bibliotheken. Die Geschäftsführerin Sabine Uehlein sieht das Projekt nicht in Widerspruch zu Thema Lesen, sondern als Brücke zu dem Lesemedium. Google plant außerdem unter dem Titel Google Expeditions AR Erweiterte Realität zu dem Programm hinzuzufügen. Dabei kommt Google’s Tango zum Einsatz. Starten soll das Projekt im Herbst 2017.

## Rezeption
CNET bezeichnet Cardboard als erste virtuelle Realität Plattform, die sich an Kinder richtet. VRODO glaubt daran, dass immersives Lernen in Zukunft zu nehmen wird und das durch die Präsenz am Geschehen die Inhalte besser im Gedächtnis bleiben werden, da Emotionen stärker simuliert werden und das Geschehen anschaulicher wird. Der Tagesspiegel glaubt, dass man dadurch den Schülern eine neue Perspektive auf die Dinge beim Lernen vermitteln kann. Chip Online hält Schulfächer wie Erdkunde, Geschichte und Biologie optimal für so ein Programm geeignet und bewertet die Apps als sehr gut. Kritisiert wird aber auch der Kostenaufwand und das nicht jeder Schüler ein Smartphone besitzt und man dies nicht voraussetzen kann. Sigrid Fahrer von der Stiftung Lesen sagt, dass die Inhalte spannend sein müssen, um so Neugierde beim Lernenden zu erwecken und zu erreichen, dass sich die Lernenden mit der Thematik weiter auseinandersetzen und einen nachhaltigen Lerneffekt zu erzielen.